# كنيسة الدنمارك
كنيسة الدنمارك (بالإنجليزيّة: Church of Denmark) أو الكنيسة الوطنية الدنماركية (باللغة الدانماركية Den Danske Folkekirke) ومعروفة أيضاً بالإنجليزية باسم الكنيسة اللوثرية الإنجيلية الدنماركية (بالإنجليزيّة: Evangelical Lutheran Church in Denmark) هي كنيسة وطنية ويعتبر معتنقيها أكبر طائفة في الدنمارك وغرينلاند، منذ الإصلاح في الدنمارك-النرويج وهولشتاين تبنت الكنيسة تعاليم اللوثرية (نسبة لمارتن لوثر) وأصبحت منذ ذلك الحين الكنيسة الوطنية للدنمارك، يتبعها اليوم 4,413,825 تابع حيث أن عدد أتباعها يتناقص بسبب قلة الخصوبة عند الدنماركيين وزيادة الهجرة هُناك.